# جریان‌های زیرسطحی
جریان‌های زیرسطحی (انگلیسی: Subsurface currents) نوعی جریان اقیانوسی است که در زیر جریان‌های سطحی گردش می‌کند، جریان زیرگذر استوایی نمونه‌ای از جریان‌های زیرسطحی است که در اقیانوس‌های آرام، اطلس و هند وجود دارد. جریان کالیفرنیا، جریان اگالس، جریان دماشوری ژرف در اقیانوس اطلس و جریان‌های گرانشی زیرین در نزدیکی جنوبگان نمونه‌های دیگری از جریان‌های زیرسطحی به‌شمار می‌روند. چگونگی فعالیت این جریان‌ها بسته به نوع جریان‌های زیرسطحی متفاوت است.